# Béthulie
Béthulie est une ville de Judée, dans la tribu de Zabulon, célèbre par le siège d’Holopherne, qui fut tué par Judith. Quelques  auteurs pensent que la petite ville actuelle de Sanour, située à dix-huit kilomètres au nord de Naplouse, près de l’ancienne plaine d’Esdrelon, s’élève sur l’emplacement de l’ancienne Béthulie.

## Siège de Béthulie
Sous le règne de Manassès, le bourreau d’Isaïe, qu’il fit scier par le milieu du corps entre deux planches, Holopherne, général des armées de Nabuchodonosor II, marcha contre les Ismaélites, les Madianites et autres peuples voisins de la Judée, à la tête d’une armée de 120 000 hommes d’infanterie et de 12 000 chevaux, répandant partout la terreur sur son passage (659 av. J.-C.). 
Après avoir vaincu tous ceux qui essayèrent de l’arrêter, il pénétra en Judée et vint mettre le siège devant Béthulie, dans la tribu de Zabulon. Mais, après s’être rendu compte de l’excellente situation de cette ville et de la force de ses remparts, il reconnut l’extrême difficulté de l’emporter d’assaut, et se borna à en faire le blocus, afin de la réduire par la famine. Il arrêta tous les approvisionnements destinés à Béthulie, et coupa l’aqueduc qui fournissait de l’eau à ses habitants. Ceux-ci, en effet, ne tardèrent pas à ressentir les terribles effets de leur isolement, et virent approcher rapidement le moment fatal où il faudrait succomber à la faim et à la soif qui les dévoraient, ou se livrer à la merci d’un vainqueur impitoyable. 
C’est alors que du sein de ce peuple désolé surgit tout à coup une libératrice inattendue. Il y avait à Béthulie une jeune veuve, Judith, d’une des premières familles de la ville. Revêtue de ses plus riches habits, elle se présenta dans le camp d’Holopherne. Fasciné à l’aspect de cette noble figure de femme, où resplendissait un admirable mélange de pudeur, de grâce et de fierté, le général assyrien lui permit de rester dans son camp, d’y suivre les prescriptions de la loi judaïque, et, quelques jours après son arrivée, donna en son honneur un splendide festin, auquel il invita tous les chefs de l’armée. Ceux-ci se retirèrent au milieu de la nuit.

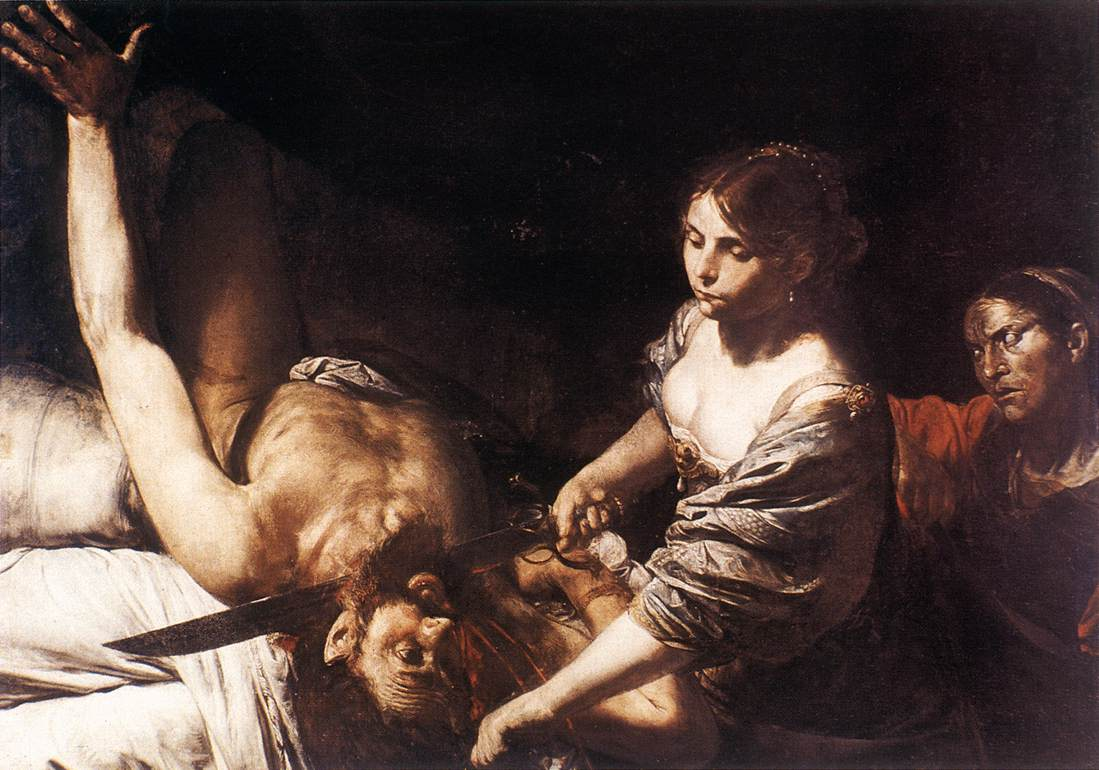
Judith décapitant Holopherne, par Valentin de Boulogne (1626).

Holopherne emmena Judith dans sa tente, où il ne tarda pas à s’endormir d’un profond sommeil. Judith, alors, tirant le propre sabre d’Holopherne, suspendu au chevet du lit, lui trancha la tête, qu’elle mit dans un sac ; puis, accompagnée de sa suivante, elle traversa le camp sans que les soldats ennemis, accoutumés à sa vue, osassent l’arrêter, et rentra dans Béthulie. 
Le matin, lorsque toute l’armée assyrienne fut sur pied, elle put voir suspendue aux murs de la ville la tête sanglante de son général. Ce spectacle la remplit d’épouvante. Saisissant le moment favorable, les assiégés font une sortie impétueuse et se précipitent sur les Assyriens, qui prennent la fuite en désordre, laissant un butin immense au pouvoir des habitants.

## Source
« Béthulie », dans Pierre Larousse, Grand dictionnaire universel du XIXe siècle, Paris, Administration du grand dictionnaire universel, 15 vol., 1863-1890 [détail des éditions].